# Tempelhofer Feld
Tempelhofer Feld is sinds 2008 de officiële naam van het terrein van de voormalige luchthaven Berlin-Tempelhof, dat nu gebruikt word als park en recreatiegebied. Het is nauw verbonden met de Duitse militaire, luchtvaart- en voetbalgeschiedenis. Tegenwoordig bestaat Tempelhofer Feld uit het onbebouwde gebied tussen Volkspark Hasenheide en de Ringbahn. Het maakt deel uit van het Tempelhofer Oberland op het Teltow plateau ten zuiden van het centrum van Berlijn. Als militair oefenterrein en paradeplaats voor het Berlijnse garnizoen omvatte het oorspronkelijke Tempelhofer Feld ook aangrenzende gebieden die nu bebouwd zijn. Het heeft een oppervlakte van ongeveer 300 hectare. Na de sluiting van de luchthaven werd de naam Tempelhofer Feld opnieuw vaker gebruikt. Plannen voor bebouwing daarvan stuitten op verzet van de bevolking.

## Geschiedenis

### Van akkerland tot militaire oefenplaats

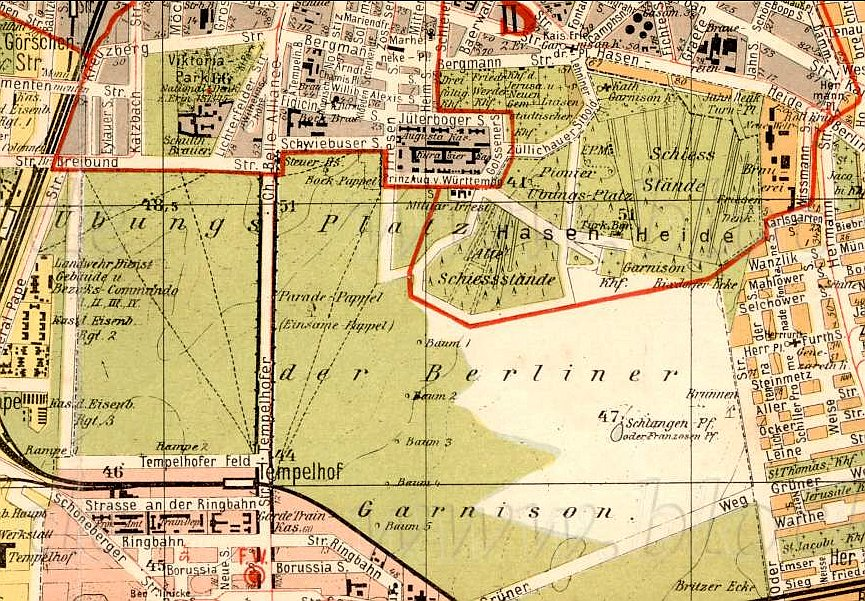
Kaart uit 1907

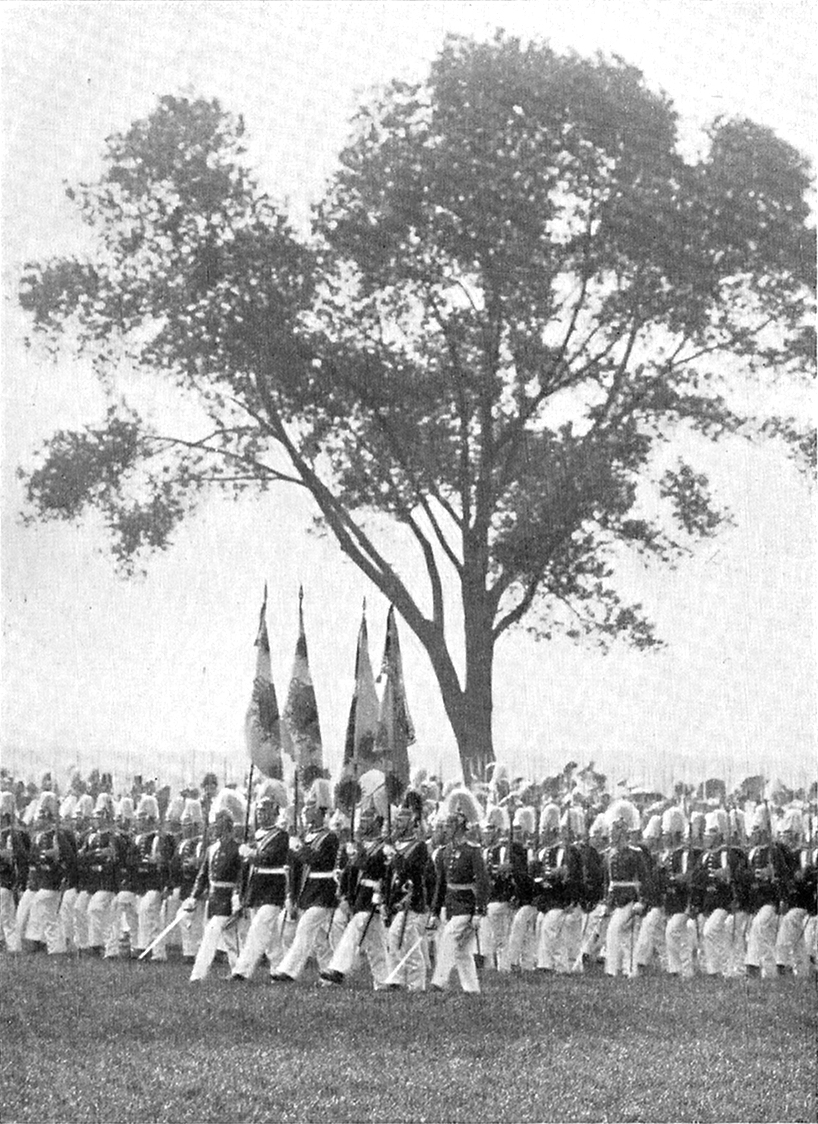
Historische populier

Het veld, dat tussen de dorpen Schöneberg en Tempelhof ligt en in die tijd ook wel Großes Feld werd genoemd, werd tot de 18e eeuw door de boeren van Schöneberg gebruikt als landbouwgrond. Onder Frederik Willem I werd het vanaf 1722 ook gebruikt als militair parade- en oefenterrein en als manoeuvreerterrein voor het Pruisische leger. Op 2 augustus 1881 was de Hawaïaanse koning Kalakaua de gast van een parade. De functie als paradeplaats bleef behouden tot het voorjaar van 1914, waarbij vooral de keizerlijke paradepopulier, waar Willem II het defilé afnam, kenmerkend was. In 1828 kocht het leger het gebied. Het westelijke deel werd in 1830 verhuurd aan de Verein für Pferdezucht und Pferdesport, die er een renbaan liet aanleggen die erg populair was bij de Berlijners. Al in 1841 moest het plaatsmaken voor de Anhalter spoorweg. Na de Frans-Pruisische oorlog van 1870/1871 werden ten westen van de spoorlijn de kazerne en een laadstation gebouwd voor het nieuw opgerichte Pruisische Spoorwegbataljon, het latere Spoorwegregiment nr. 1, dat hier ook een oefenterrein kreeg. Parallel aan de spoorlijn Berlijn - Dresden van de Berlin-Dresdener Eisenbahn-Gesellschaft werd in 1875 een militaire spoorlijn aangelegd naar Zossen, die later werd verlengd naar Jüterbog. Al snel werden er ook uitgebreide kazernefaciliteiten gebouwd ten oosten van de spoorweg voor het spoorwegregiment, dat in 1890 werd uitgebreid tot een spoorwegbrigade en in 1893 werd uitgebreid met het 3e regiment. Het luchtschipdetachement, dat een jaar eerder was opgericht, was hier al in 1885 gehuisvest. Van 1895 tot 1898 werden de dienstgebouwen van de Landwehrinspectie toegevoegd.

### Sportgeschiedenis
Op het braakliggende terrein van het Tempelhofer feld lag het zwemmeer Schlangenpfuhl. Daarnaast werd het veld ook gebruikt door de Berlijners voor recreatie, picknick en sport. De eerste Berlijnse voetbalclub BFC Frankfurt 1885 speelde hier. Ook BFC Germania 1888, de oudste nog bestaande Duitse voetbalclub speelde hier aanvankelijk evenals BTuFC Union 1892, dat in 1905 landskampioen werd. Het veld werd ook voor cricketwedstrijden gebruikt. Er waren geen afgebakende speelvelden, maar vrijliggende velden die gemarkeerd werden en in de zomerstop via loting verdeeld werden. Zo werden er in 1912 32 velden via loting verdeeld. In 1924 werd aan de oostkant van de Tempelhofer Damm een sportveld gebouwd, dat door BFC Preussen werd gebruikt. Het bood plaats aan 40.000 toeschouwers en was een van de belangrijkste voetbalstadions in Berlijn in die tijd. Het Preussen-Stadion of Preussen-Platz was de locatie voor verschillende finalewedstrijden in het Duitse voetbalkampioenschap, waaronder de halve finale tussen Fortuna Düsseldorf en Eintracht Frankfurt in mei 1933. De sportfaciliteit werd in 1936 afgebroken voor de bouw van de nieuwe centrale luchthaven.
Aan de oostelijke rand van het Tempelhofer Feld werd in 1930 een groot sportpark met talrijke sportvelden aangelegd. Een groot deel van dit sportpark moest later wijken voor de uitbreiding van de luchthaven. De overgebleven faciliteiten vormen nu het Werner Seelenbinder Sportpark.
Sinds 2015 wordt er jaarlijks een ronde van het Formule E-kampioenschap, een officieel wereldkampioenschap met elektrisch aangedreven voertuigen en tienduizenden toeschouwers, gehouden op een tijdelijk racecircuit op het platform van het oude luchthavengebouw.

### Luchtvaartgeschiedenis
De luchtvaartgeschiedenis begon al in 1885 steeg hier een luchtballon op. In 1886 maakte Hugo van Hagen vanuit zijn mand in de lucht de oudste bewaard gebleven luchtvaartfoto van Duitsland. 

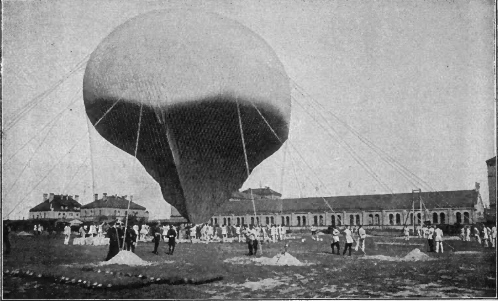
Ballon Preussen op 31 juli 1901

In de jaren 1890 was Tempelhofer Feld de plaats waar uitvinders hun vliegende objecten demonstreerden aan het Pruisische leger om financiële steun te krijgen. Dit liep niet altijd goed af. Op 12 juni 1897 demonstreerde Friedrich Hermann Wölfert het luchtschip Deutschland boven het gebied. Hij was de eerste die een benzinemotor gebruikte. De hete motor ontbrandde echter en het luchtschip stortte neer waarbij Wölfert en zijn assistent Robert Knabe om het leven kwamen. Een paar maanden later, op 3 november 1897, vond 's werelds eerste vlucht van een stijf luchtschip (model Zeppelin) plaats. Door motorschade kon het echter niet meer manoeuvreren en brak het tijdens de noodlanding.
Op 31 juli 1901 steeg de ballon Preussen op. Met een capaciteit van 8400 m³ gas was het een van de grootste van zijn tijd. Tijdens de reis, waarbij de aeronauten soms flauwvielen werd een hoogte van 10,8 kilometer bereikt in de open mand. Dit was een wereldrecord dat 30 jaar stand hield. Uit wetenschappelijk oogpunt was de ballonvaart belangrijk voor het ontdekken van de stratosfeer. 
De eerste gemotoriseerde vlucht vond plaats in 1909. Later dat jaar voerde een van de bekendste luchtvaartpioniers Orville Wright een demonstratievlucht boven het gebied. Op 27 september 1909 maakte Hubert Latham (1883-1912) de eerste overlandvlucht van Duitsland van het Tempelhofer Feld over Rixdorf en Britz naar de Flugplatz Johannisthal.

### Bebouwing na 1910
Op 31 augustus 1910 kocht de gemeente Tempelhof het terrein van het leger voor 72 miljoen Mark en gaf het deel ten westen van de Tempelhofer Damm vrij om te ontwikkelen. Volgens ontwerpen van Hermann Jansen en Bruno Möhring moest er een dichte ontwikkeling met gebouwen van vijf verdiepingen komen. Volgens deze plannen waren er in 1914 60 gebouwen voltooid, voornamelijk bij de huidige Platz der Luftbrücke. Door het uitbreken van de Eerste Wereldoorlog werd het project stilgelegd. Na de oorlog kwam er onder leiding van Fritz Bräuning een nieuw plan. Er kwamen evenzeer gebouwen met meerdere verdiepingen, maar ook rijwoningen met veel groen. Dit gebied werd ook wel Gartenstadt Neu-Tempelhof genoemd. Er kwam ook een kerk, een ziekenhuis en een school. In 1936 werden de straten vernoemd naar bekende vliegeniers uit de oorlog zoals Oswald Boelcke, Manfred von Richthofen en Werner Voß. 
Ongeveer gelijktijdig met de nieuwe ontwikkeling van het westelijke deel werd vanaf 1921 het 30 hectare grote Volkspark Tempelhof aan de Columbiastraße aangelegd, met een grote ligweide en een rodelbaan. Dit moest echter plaats maken voor de uitbreiding van de luchthaven in het midden van de jaren 1930. 

### Flughafen Berlin-Tempelhof

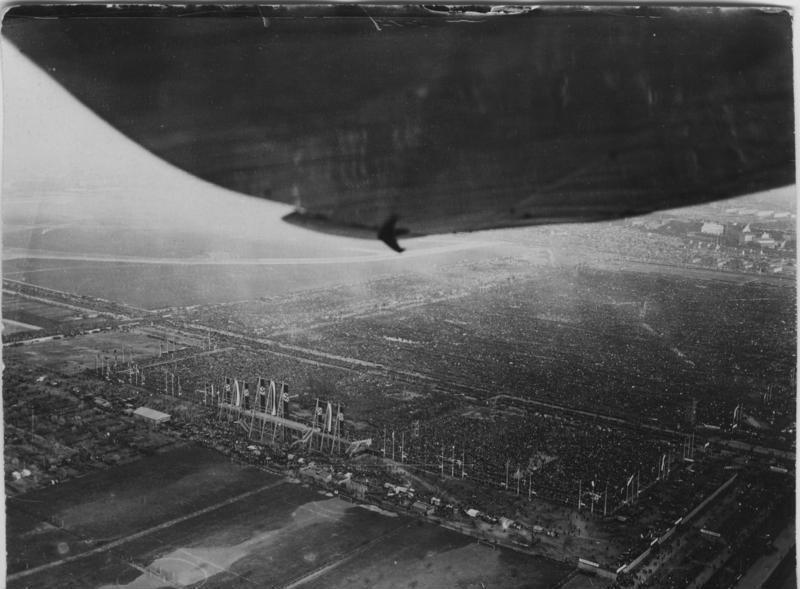
luchtfoto uit 1933

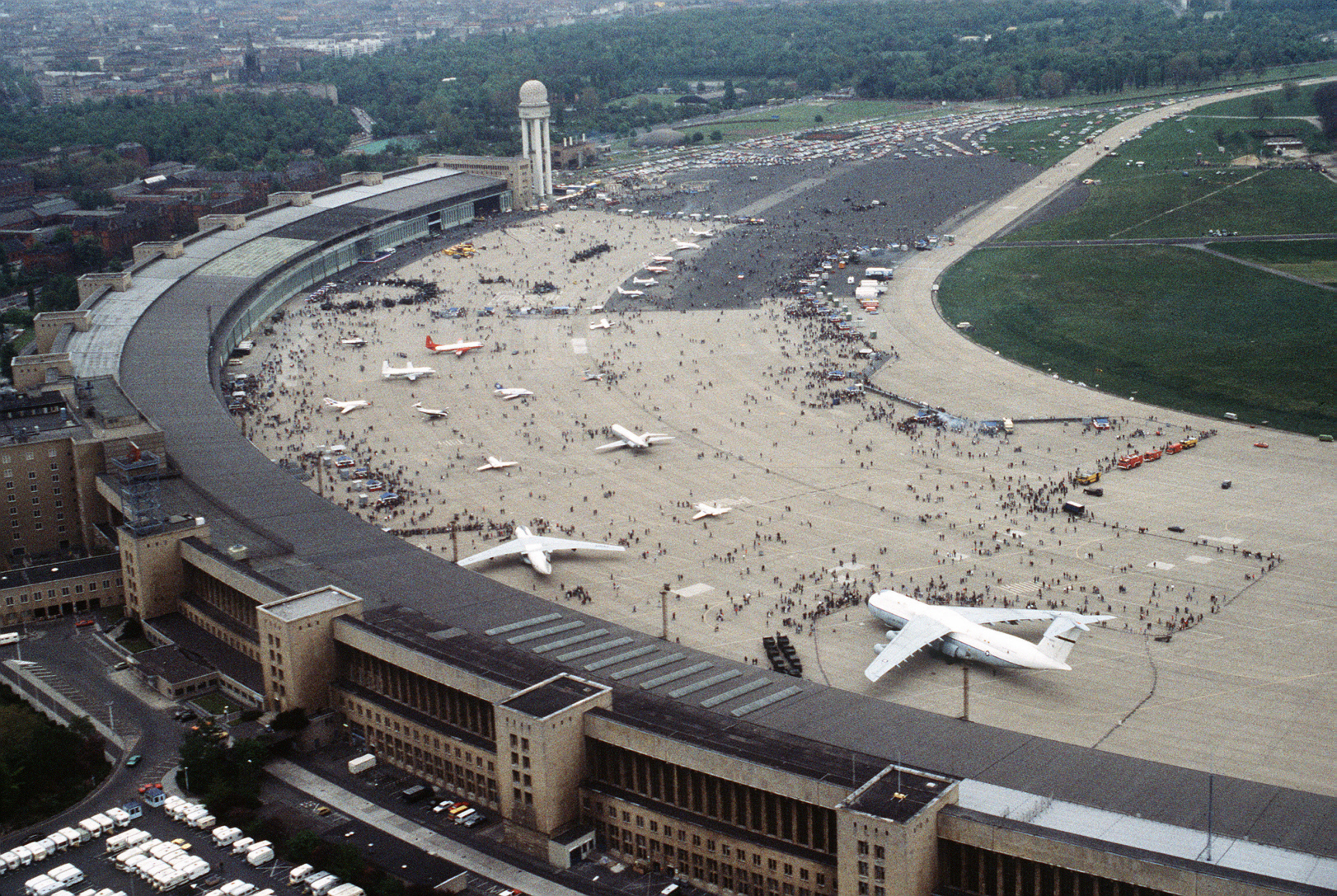
Het enorme complex vanuit de lucht gezien in 1984

De geschiedenis van de luchthaven in Tempelhof begon in 1922 toen een stuk land aan de noordelijke rand werd platgewalst. Reeds in 1923 vonden er 100 vertrekken en aankomsten plaats met passagiers en vracht. Op 19 mei 1924 werd de Berliner Flughafen-Gesellschaft mbH opgericht die zich over de verdere uitbouw van de luchthaven bekommerde. De luchthaven werd in 1928 in twee bouwfasen voltooid, maar bleek toen al te klein te zijn. In 1934 werd een uitbreiding gepland door de architect Ernst Sagebiel. Van 1936 tot 1941 werd het nieuwe luchthavengebouw gebouwd.
Uiterlijk vanaf 1940 werd het luchthavengebouw uitsluitend gebruikt door de wapenindustrie, onder meer voor de assemblage en het onderhoud van Ju 87 duikbommenwerpers. Duizenden dwangarbeiders uit heel Europa werden hierdoor hierheen gedeporteerd. Na het einde van de Tweede Wereldoorlog werden de vliegoperaties in augustus 1945 hervat. De luchthaven kreeg vooral belang tijdens de blokkade van Berlijn van 1948 tot 1949. De bevoorradingsvliegtuigen landden soms elke 90 seconden. In 1970, na de uitbreiding van de luchthaven Tegel, werd de luchthaven aanvankelijk gesloten voor burgerlijk luchtverkeer, maar heropend in 1985. Vanwege de bouw van de grote luchthaven Berlin Brandenburg werden alle vluchtactiviteiten uiteindelijk in 2008 gestaakt.

## Herbestemming
Tot 2012 was het plan om de Internationale Gartenausstellung 2017 te houden op het Tempelhofer Feld. Er zouden ook nieuwe woonwijken gebouwd worden, echter zijn deze plannen niet doorgegaan. Ook andere plannen zoals een staatsbibliotheek, asielcentrum tijdens de vluchtelingencrisis van 2015/16 gingen niet door omdat ze telkens op verzet stuitten. 